# Hà Vinh
Hà Vinh là một xã thuộc huyện Hà Trung, tỉnh Thanh Hóa, Việt Nam.
Xã Hà Vinh nằm tách biệt với phần còn lại của huyện Hà Trung, ngăn cách bởi thị xã Bỉm Sơn và huyện Nga Sơn, có vị trí địa lý:
- Phía đông giáp huyện Nga Sơn
- Phía tây giáp thị xã Bỉm Sơn
- Phía nam giáp huyện Nga Sơn
- Phía bắc giáp tỉnh Ninh Bình.

Xã Hà Vinh có diện tích 17,23 km², dân số năm 1999 là 7537 người, mật độ dân số đạt 437 người/km².
Từ xa xưa trên địa bàn xã này có tuyến kênh Nhà Lê nối từ kinh đô Hoa Lư đến Đèo Ngang đi qua, là tuyến đường thủy đầu tiên trong lịch sử Việt Nam và được coi là tuyến đường Hồ Chí Minh trên sông vì những đóng góp cho các cuộc chiến tranh của người Việt (hiện là một đoạn của sông Hoạt theo tên gọi địa phương).